# Calamity – Martha Jane Cannarys Kindheit
Calamity – Martha Jane Cannarys Kindheit (Originaltitel: Calamity, une enfance de Martha Jane Cannary) ist ein französisch-dänischer Animationsfilm aus dem Jahr 2020, der eine Geschichte um die junge Calamity Jane erzählt. Das Western-Abenteuer ist der zweite Langfilm von Rémi Chayé. Der Film wurde im Juni 2020 auf dem Festival d’Animation Annecy vorgestellt und gewann dort den Hauptpreis.

## Handlung
Ein Planwagentreck ist auf dem Weg nach Oregon, einem fernen Land im Westen. Die letzte Familie, die sich dem Konvoi anschließt, ist die des armen, verwitweten Mr. Cannary. Seine älteste Tochter Martha Jane übernimmt viele Aufgaben. Während der schwierigen Reise wird ihr Vater verletzt, und die zwölfjährige Martha schlüpft immer mehr in eine Männerrolle hinein. Sie zieht so die Missgunst der mitreisenden Jungen und Männer auf sich, schließlich wird ihr ein Diebstahl zur Last gelegt, den sie nicht begangen hat. Martha flieht schließlich in die Wildnis, gibt sich als Junge aus und erlebt weitere Abenteuer.

## Produktion
Der Film entstand in den Animationsstudios Maybe Movies in Frankreich und Nørlum in Dänemark. Der Regisseur Rémi Chayé hatte zuvor schon den Animationsfilm Der lange Weg nach Norden (Tout en haut du monde) umgesetzt.

## Veröffentlichung

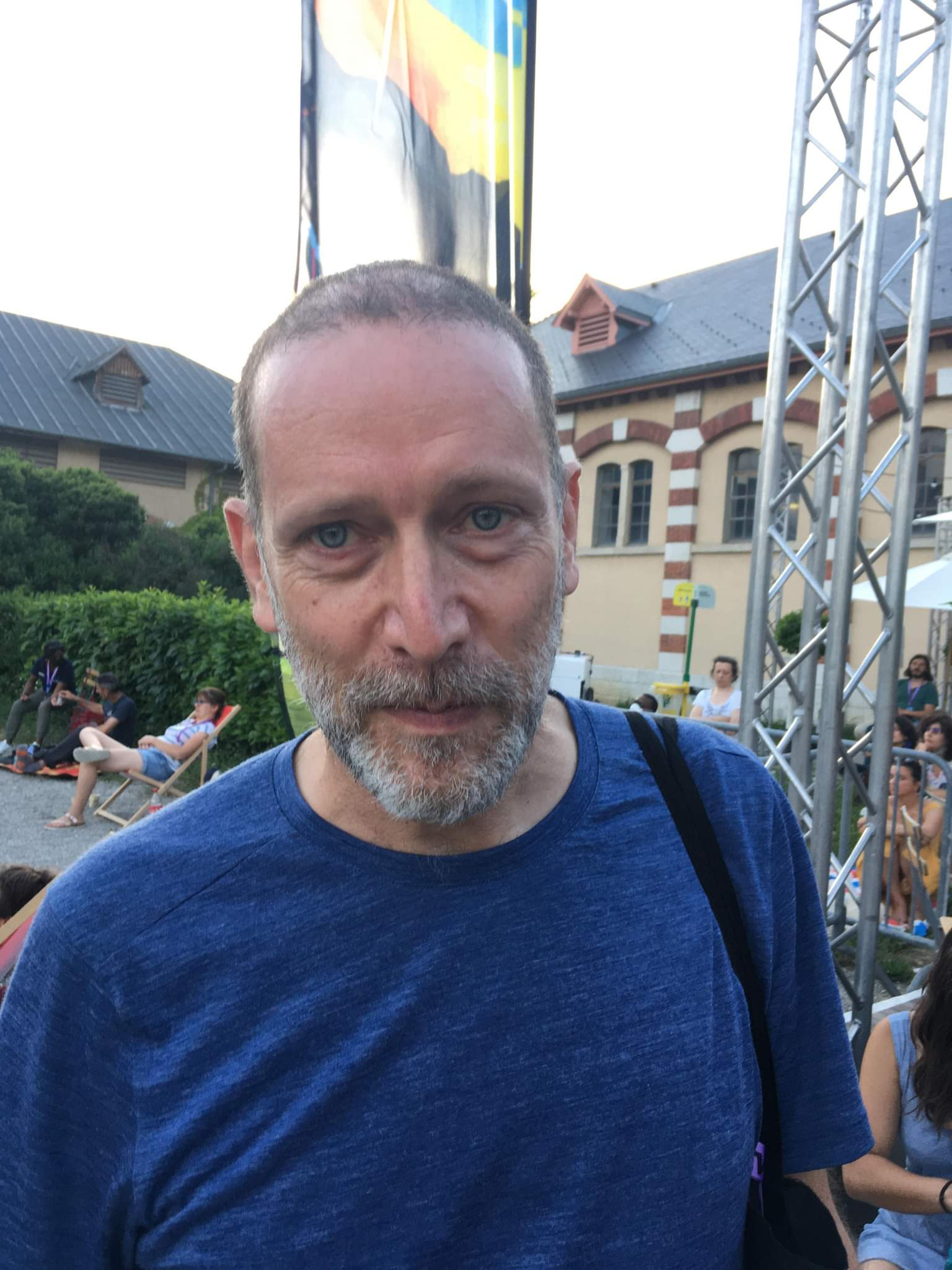
Rémi Chayé beim Festival d’Animation Annecy 2021

Auf dem Festival d’Animation Annecy, das im Jahr 2020 aufgrund der Covid-19-Pandemie nur online stattfand, gewann der Film im Wettbewerb den Cristal du long métrage. Die erste öffentliche Vorpremiere des Films fand am 28. Juni 2020 in Lyon statt, später wurde er auch auf dem Festival du film francophone d’Angoulême und bei weiteren Filmfestivals gezeigt.
Calamity war im gleichen Jahr der Eröffnungsfilm beim Filmfestival Fantoche. In Deutschland war er das erste Mal im Oktober 2020 auf dem 25. Filmfestival Schlingel in Chemnitz zu sehen. Der Kinostart in Frankreich war am 14. Oktober 2020.

## Rezeption
Die Kritik fand vor allem lobende Worte für den flächigen Animationsstil und die leuchtenden, „beinahe impressionistische[n]“ Landschaften des Films. Die emanzipierte Hauptfigur Martha zeige, wie sich Mädchen in einer männerdominierten Welt mit festen Geschlechterrollen durchsetzen könnten. Als klassischer Abenteuerfilm sei er an manchen Stellen „durchaus spannend“ und humorvoll. Petra Schrackmann urteilte, trotz der etwas vorhersehbaren Handlung funktioniere der Film „[a]ls Familienunterhaltung mit Humor und Abenteuerelementen […] jedoch hervorragend“. Katrin Hoffmann vom Kinder- und Jugendfilmportal lobte auch die zurückgenommene Filmmusik der uruguayischen Komponistin Florencia Di Concilio.
In Frankreich wurde der Film überwiegend gut aufgenommen: Laut dem Filmportal Allociné vergaben 30 Kritiken durchschnittlich 4,1 von 5 Punkten.

## Auszeichnungen
- Festival d’Animation Annecy 2020: Cristal du long métrage
- Internationales Filmfestival Schlingel 2020: Bester Animationsfilm[8]
- Cinekid 2020: Bester Kinderfilm[9]
- Europäischer Filmpreis 2020: Nominierung als bester Animationsfilm[10]